# Ferran Torres
Ferran Torres García (Foios, 29. veljače 2000.) španjolski je nogometaš koji igra na poziciji krila. Trenutačno igra za Barcelonu.

## Klupska karijera

### Valencia
Kao šestogodišnjak postao je član Valencije. Za rezervnu momčad Valencije debitirao je 15. listopada 2016. u utakmici Segunda Divisióna B u kojoj je njegov klub izgubio 0:2 od Mallorce B. Svoj prvi gol za rezervnu momčad postigao je 26. kolovoza 2017. kada je njegov klub porazio Peralada-Gironu B 4:1. Za prvu momčad debitirao je 30. studenog 2017. u utakmici Copa del Reya u kojoj je Valencia pobijedila Real Zaragozu 4:1. U La Ligi debitirao je 16. prosinca kada je Valencia izgubila 1:2 od Eibara. Tim je nastupom postao prvi igrač rođen u 21. stoljeću koji je igrao u La Ligi. U UEFA Ligi prvaka debitirao je 23. listopada 2018. protiv Young Boysa (1:1). Svoj prvi gol u La Ligi postigao je 19. siječnja 2019. kada je Valencia pobijedila Celta Vigo 1:2. Svoj prvi gol u UEFA Ligi prvaka postigao je 5. studenog 2019. u utakmici grupne faze UEFA Lige prvaka 2019./20. u kojoj je njegov klub slavio 4:1 protiv Lillea. Tim je golom postao najmlađi strijelac Valencije u UEFA Ligi prvaka. Utakmicom koja je odigrana osamnaest dana kasnije protiv Real Betisa od kojeg je Valencia izgubila 1:2, Torres, tada star 19 godina i 254 dana, ostvario je svoj 50. ligaški nastup za klub te je time oborio rekord star 38 godina kojeg je postavio Miguel Tendillo koji je u vrijeme postavljanja rekorda bio star 19 godina i 351 dan.

### Manchester City
Dana 4. kolovoza 2020. prešao je u Manchester City za 23 milijuna eura. Za klub je debitirao kao zamjena u utakmici FA Premier lige u kojoj je City dobio Wolverhampton Wanderersa 3:1. Svoj prvi gol za klub postigao je 30. rujna u utakmici Liga kupa protiv Burnleyja (0:3). Svoj prvi nastup i gol za City u UEFA Lige prvaka postigao je 21. listopada u utakmici u kojoj je City pobijedio Porto 3:1. Tjedan dana kasnije ponovno je nastupao i postigao gol u istom natjecanju i to protiv Marseillea kojeg je City pobijedio s rezultatom 0:3. Torres, tada star 20 godina i 241 dan, time je postao najmlađi španjolski nogometaš koji je postigao gol u tri utakmice UEFA Lige prvaka zaredom. Dana 28. studenog postigao je svoj prvi ligaški gol i to protiv Burnleyja (5:0). Dana 23. siječnja 2021. postigao je svoj prvi gol u FA kupu i to protiv četvrtoligaša Cheltenham Towna koji je od Cityja izgubio 1:3. Svoj prvi hat-trick za City postigao je 14. svibnja u ligaškoj utakmici u kojoj je City pobijedio Newcastle United 4:3.

### Barcelona
Dana 28. prosinca 2021. Manchester City objavio je da je Torres prešao u Barcelonu s kojom je potpisao petogodišnji ugovor do 2027. s otkupnom klauzulom od milijardu eura. Torres je prešao u Barcelonu za 55 milijuna eura plus bonuse koji mogu iznositi do 10 milijuna eura.

## Reprezentativna karijera
Tijekom svoje omladinske karijere igrao je za selekcije Španjolske do 17, 19 i 21 godine. Sa selekcijom do 17 godina pobijedio je Englesku u finalu Europskog prvenstva 2017. Iste je godine sa Španjolskom do 17 godina izgubio u finalu Svjetskog prvenstva protiv istog protivnika. Bio je član selekcije do 19 godina na Europskom prvenstvu 2019. Zabio je odlučujući penal u polufinalnoj utakmici protiv Francuske. Zabio je jedina dva gola u finalu protiv Portugala koji je osvojio prethodno izdanje ovog natjecanja.
Za A selekciju Španjolske debitirao je 3. rujna 2020. u utakmici UEFA Lige nacija 2020./21. protiv Njemačke (1:1). Tri dana kasnije postigao je svoj prvi gol za reprezentaciju i to protiv Ukrajine (4:0). Svoj prvi hat-trick za reprezentaciju postigao je 17. studenog protiv Njemačke (6:0). Svoj treći gol na odgođenom Europskom prvenstvu 2020. postigao je u utakmici osmine finala protiv Hrvatske koju je Španjolska dobila 5:3 u produžetcima. Sa Španjolskom je ispao u polufinalu Europskog prvenstva.
Dana 6. listopada 2021. Torres je postigao oba španjolska gola u polufinalnoj utakmici završnog natjecanja UEFA Lige nacija 2020./21. u kojoj je Španjolska pobijedila Italiju, europskog prvaka, 2:1. U finalnoj utakmici odigranoj četiri dana kasnije, Španjolska je izgubila 2:1 od Francuske. S dva postignuta gola, Torres je dijelio prvo mjesto na ljestvici najboljih strijelaca završnog natjecanja UEFA Lige nacija 2020./21. s dva francuska igrača: Karimom Benzemom i Kylianom Mbappéom, od kojih je potonji osvojio trofej za najboljeg strijelca završnog natjecanja pošto je postigao dvije asistencije.

## Priznanja

### Individualna
- Član momčadi natjecanja Europskog prvenstva do 19 godina: 2019.[35]
- Gol sezone Manchester Cityja: 2020./21.[36]
- Najbolji strijelac UEFA Lige nacija: 2020./21.[37]
- Srebrena kopačka završnog natjecanja UEFA Lige nacija: 2021.[38]

### Klupska
Valencia
- Copa del Rey: 2018./19.[39]

Manchester City
- FA Premier liga: 2020./21.[3]
- FA kup: 2020./21.[40]
- UEFA Liga prvaka: 2020./21. (finalist)[41]

### Reprezentativna
Španjolska do 17 godina
- Europsko prvenstvo do 17 godina: 2017.[25]

Španjolska do 19 godina
- Europsko prvenstvo do 19 godina: 2019.[27]

Španjolska
- Finalist UEFA Lige nacija: 2020./21.[42]

## Vanjske poveznice
- Službena web-stranica  Arhivirana inačica izvorne stranice od 18. lipnja 2021. (Wayback Machine)
- Profil  Arhivirana inačica izvorne stranice od 30. lipnja 2021. (Wayback Machine), Manchester City